# Surfacing
Surfacing ist ein Musikalbum der kanadischen Künstlerin Sarah McLachlan aus dem Jahr 1997. Es wurde in Montreal produziert.
Als McLachlans bislang erfolgreichstes Album erreichte es Platz eins oder zwei in den Top 40 vieler Länder und festigte ihren Status insbesondere in den USA, wo ihr 1993er Album Fumbling Towards Ecstasy sich zwar gut verkauft, McLachlan aber noch nicht als Mainstream-Popstar etabliert hatte.
Surfacing wurde für einen Grammy Award nominiert. Die Website Acclaimedmusic.net listet Surfacing als das 2525.-beste Album aller Zeiten.
Das Lied „Do What You Have to Do“ machte 1998 Schlagzeilen im Bericht von Kenneth Starr, wo es als Gegenstand eines Briefes von Monica Lewinsky an Bill Clinton zitiert wurde. Das Lied "Angel", 1999 als Single veröffentlicht, erreichte nach den Anschlägen vom 11. September neue Aufmerksamkeit.

## Titelfolge
Alle Lieder geschrieben von Sarah McLachlan, sofern nicht anders vermerkt.
1. Building a Mystery – 4:07 (McLachlan / Marchand)
2. I Love You – 4:44
3. Sweet Surrender – 4:00
4. Adia – 4:05 (McLachlan / Marchand)
5. Do What You Have to Do – 3:47 (McLachlan / Wolstenholme)
6. Witness – 4:45 (McLachlan / Marchand)
7. Angel – 4:30
8. Black & White – 5:02
9. Full of Grace – 3:41
10. Last Dance – 2:33

## Singles
1. Building a Mystery (2. Mai 1997)
2. Sweet Surrender (10. März 1998)
3. Adia (7. Juli 1998)
4. Angel (9. Februar 1999)
5. I Love You (2000)

## Besetzung
- Sarah McLachlan – Vocals, Acoustic & Electric Guitars, Piano
- Pierre Marchand – Bass, Drum Machine, Background Vocals, Keyboards
- Ashwin Sood – Drums, Percussion, Piano, Background Vocals
- Michel Pepin – Electric Guitars
- Brian Minato – Bass, Electric Guitar
- Jim Creeggan – Upright Bass
- Yves Desrosiers – Electric Guitars, Lapsteel, Slide Bass, Saw

## Kommerzieller Erfolg

### Chartplatzierungen
| ChartsChartplatzierungen       | Höchstplatzierung | Wochen |
| ------------------------------ | ----------------- | ------ |
| Vereinigte Staaten (Billboard) | 2 (108 Wo.)       | 108    |
| Vereinigtes Königreich (OCC)   | 47 (4 Wo.)        | 4      |

### Auszeichnungen für Musikverkäufe
| Land/Region                  | Auszeichnungen für Musikverkäufe (Land/Region, Auszeichnung, Verkäufe) | Verkäufe  |
| ---------------------------- | ---------------------------------------------------------------------- | --------- |
| Australien (ARIA)            | Gold                                                                   | 35.000    |
| Kanada (MC)                  | Diamant                                                                | 1.000.000 |
| Neuseeland (RMNZ)            | Platin                                                                 | 15.000    |
| Vereinigte Staaten (RIAA)    | 8× Platin                                                              | 8.000.000 |
| Vereinigtes Königreich (BPI) | Gold                                                                   | 100.000   |
| Insgesamt                    | 2× Gold · 9× Platin · 1× Diamant ·                                     | 9.150.000 |